# Puntius dorsalis
Puntius dorsalis är en fiskart som först beskrevs av Jerdon, 1849.  Puntius dorsalis ingår i släktet Puntius och familjen karpfiskar. IUCN kategoriserar arten globalt som livskraftig. Inga underarter finns listade i Catalogue of Life.